# Abigail (album)
Abigail drugi je studijski album danskog heavy metal sastava King Diamond i prvi je konceptualni album sastava. Objavljen je 15. lipnja 1987., a objavila ga je diskografska kuća Roadrunner Records. Bilo je nekoliko reizdanja, prvo 1997. s četiri bonus pjesme, a drugo izdanje povodom 25. obljetnice 2005. s bonus DVD-om. Abigail je posljednji album na kojem se pojavio gitarist Michael Denner i basist Timi Hansen.
Za pjesmu "The Family Ghost" snimljen je spot. 

## Povijest
Abigail govori povijest koja se dogodila 1845., Miriam Natias i Jonathan La Fey stižu do naslijeđenog imanja. Na putu susreću sedam crnih jahača koji ih upozoravaju na kletvu i naređuju im da se vrate kući. Jonathan ignorira njihova upozorenja. Tijekom njegove prve noći kod kuće, Jonathanu se pojavljuje duh njegovog pretka grofa La Feyja. Obavještava Jonathana da se Abigail ponovno rodila u utrobi njegove žene. Ona je grofova kći koju je s majkom ubio 7. srpnja 1777. godine kada je saznao da nije njegovo dijete. Sljedeći dan Jonathan otkriva da je Miriam doista trudna, a embrij neprirodno brzo raste. Svjestan opasnosti, međutim, ne može ubiti svoju ženu, iako ga na to nagovara sama Miriam. Na kraju, pod Abigailinom kontrolom, Miriam gurne svog muža niz stepnice, ubivši ga. Rađajući Abigail, Miriam umire. Ubrzo nakon toga dolaze crni jahači kako bi još jednom uništili Abigail. 

## Popis pjesama
Tekstovi i glazba: King Diamond, osim gdje je navedeno drugačije. 
| 1. | »Funeral«                  |                        | 1:30 |
| 2. | »Arrival«                  |                        | 5:27 |
| 3. | »A Mansion in Darkness«    | Diamond, Andy LaRocque | 4:34 |
| 4. | »The Family Ghost«         |                        | 4:06 |
| 5. | »The 7th Day of July 1777« | Diamond, LaRocque      | 4:50 |

| Strana B | Strana B         | Strana B                | Strana B | Strana B | Strana B | Strana B | Strana B | Strana B | Strana B |
| Br.      | Skladba          | Autor                   | Trajanje |          |          |          |          |          |          |
| -------- | ---------------- | ----------------------- | -------- | -------- | -------- | -------- | -------- | -------- | -------- |
| 6.       | »Omens«          |                         | 3:57     |          |          |          |          |          |          |
| 7.       | »The Possession« | Diamond, Michael Denner | 3:26     |          |          |          |          |          |          |
| 8.       | »Abigail«        |                         | 4:51     |          |          |          |          |          |          |
| 9.       | »Black Horsemen« |                         | 7:39     |          |          |          |          |          |          |
| 40:20    |                  |                         |          |          |          |          |          |          |          |

| 10. | »Shrine«                       | Diamond, LaRocque | 4:24 |
| 11. | »A Mansion in Darkness« (miks) | Diamond, LaRocque | 4:36 |
| 12. | »The Family Ghost« (miks)      |                   | 4:10 |
| 13. | »The Possession« (miks)        | Diamond, Denner   | 3:31 |

| 1. | »Funeral«                  |  |
| 2. | »Arrival«                  |  |
| 3. | »Come to the Sabbath«      |  |
| 4. | »The Portrait«             |  |
| 5. | »The Family Ghost«         |  |
| 6. | »The 7th Day of July 1777« |  |
| 7. | »Halloween«                |  |

## Recenzije
Eduardo Rivadavia s web-stranice AllMusic napisao je da Abigail "široko priznata kao solo remek-djelo King Diamonda" i "također je neupitno jedan od najvećih konceptualnih albuma heavy metala". Kanadski novinar Martin Popoff primijetio je "metalnu izvrsnost" albuma, ali je bio negativno zatečen "jezivim paketom" i stihovima.
Gitarist Andy LaRocque naveo je da je ovo je njegov omiljeni album King Diamonda jer je "dobra atmosfera koju smo imali kao bend u to vrijeme je uhvaćena na albumu".

## Zasluge
| King Diamond - Timi Hansen – bas-gitara - Andy La Rocque – solo-gitara, produkcija (dodatna, gitare) - Michael Denner – solo-gitara, produkcija (asistent) - Mikkey Dee – bubnjevi, produkcija (asistent) - King Diamond – vokal, produkcija | Ostalo osoblje - Roberto Falcao – klavijature, inženjer zvuka - Jörgen Bak – naslovnica albuma - Öle Lundgren – naslovnica albuma - Thomas Holm – naslovnica albuma - Torbjörn Jörgensen – naslovnica albuma |